# La contesa de’ numi (Metastasio)
La contesa de’ numi (auch La contesa dei numi, deutsch: „Der Streit der Götter“) ist ein Libretto zu einem componimento drammatico in zwei Teilen von Pietro Metastasio. Erstmals aufgeführt wurde es in der Vertonung von Leonardo Vinci am 25. und 26. November 1729 zur Geburt des Dauphins Louis Ferdinand im Hof des Palazzo Altemps in Rom. Die einzige andere Vertonung stammt von Christoph Willibald Gluck aus dem Jahr 1749. Sie wurde anlässlich der Geburt des dänischen Thronfolgers Christian VII. komponiert.

## Handlung
Das Grundprinzip der Handlung ist typisch für eine Serenata der Jahre zwischen 1730 und 1740. Es besteht aus einer Art Wettstreit zwischen verschiedenen Gottheiten, die ihre unterschiedlichen Standpunkte vor einem Schiedsrichter, meist Jupiter, vortragen. Diese Gottheiten haben einen mehr allegorischen als mythologischen Charakter. Es wird nicht die mythische Antike dargestellt, sondern der Schwerpunkt liegt auf dem moralischen Gehalt des Gesprächs. Die verschiedenen Götter repräsentieren jeweils die für sie typischste Tugend. Beispielsweise repräsentiert Mars den Krieg, Apollon die Dichtkunst, Minerva die Wissenschaft und Venus die Liebe. Hinzu kommen rein allegorische Figuren wie Frieden, Schicksal, Ewigkeit, Ruhm, Tugend, Zeit, Wahrheit oder Verdienst. Nachdem alle ihren Standpunkt vorgetragen haben, obliegt es Jupiter, den Sieger zu bestimmen. Bei Metastasio fällt das abschließende Urteil meist salomonisch aus. Hier siegt nicht eine einzige Gottheit über die anderen, sondern es kommt zu einem Kompromiss, einer allgemeinen Versöhnung anlässlich des zu feiernden Ereignisses. Diese Form weist einige Ähnlichkeiten mit den ähnlich aufgebauten geistlichen Oratorien des 17. Jahrhunderts auf, in denen jedoch anstelle der mythologischen Figuren biblische Gestalten auftraten.
Die Aufgabe, die dem Sieger des Wettstreits zufallen soll, wird nur vage beschrieben. Es geht um das Recht, sich um den Dauphin zu „kümmern“ (italienisch: „cura“). Metastasios Hauptinteresse gilt nicht der Bildung des zukünftigen Königs, sondern ihm liegt mehr daran, jeder Gottheit eine Möglichkeit zu bieten, ihre eigenen Vorzüge vorzubringen. Zwischen den beiden Teilen des Werks gibt es keine klare Trennung in Form einer logischen inhaltlichen Entwicklung einer dramatischen Handlung. Der kürzere zweite Teil besteht im Wesentlichen aus eine Wiederholung des ersten, wenn auch die Gottheiten in anderer Reihenfolge auftreten.

### Erster Teil
Der Olymp befindet sich in Aufruhr. Die Götter Mars, Apollon und Astraea und die beiden Allegorien „Frieden“ und „Schicksal“ streiten heftig miteinander. Jupiter, der gerade die Feier anlässlich der Geburt des Dauphins vorbereitet, fragt zornig nach der Ursache des Streits. Die Götter erklären, dass sie sich nicht einigen können, wer von ihnen die Sorge für den jungen Spross des Königshauses übernehmen solle. Jupiter lässt die Götter ihre Verdienste um das Königshaus vortragen. Das bietet Veranlassung zu Huldigungen für König und Königin in Gestalt unterschiedlich charakterisierter Arien von Apollon, dem „Frieden“, Mars, Astraea und dem „Schicksal“. Apollon berichtet, dass er den Galliern die Geheimnisse des alten Ägypten offenbart und das französische Theater auf die Höhe desjenigen der alten Griechen gehoben habe. Der „Frieden“ gibt an, dass er die Grundbedingungen für die schönen Künste und die dafür nötigen Gewerbe geschaffen habe. Mars erklärt, dass erst sein kriegerischer Schutz gegen die Barbaren die nötige Stabilität dafür sicherstelle. Zudem lieferten die dadurch hervorgerufenen Ereignisse Themen für die Dichtkunst. Astraea spricht von ihrem Rückzug in den Himmel im Anschluss an das erste goldene Zeitalter und ihrer Rückkehr zum Wohle der Bourbonen, um die königlichen Kinder im neuen goldenen Zeitalter Ludwigs zu Helden heranzuziehen. Das „Schicksal“ hat, was Astraea für den König vollbracht hat, für die Königin getan, da es die Besuche der Geburtsgöttin Lucina unterstützt hat. Nach Abschluss der einzelnen Reden vertagt Jupiter die Entscheidung und lässt im Schlusschor des ersten Teils alle Götter ihre Freude über das Kind verkünden.

### Zweiter Akt
Im zweiten Teil führen Mars, der „Frieden“, das „Schicksal“, Astraea und Apollon nacheinander vor, was der Prinz bei ihnen lernen würde. Mars will den Prinzen zu einem Kriegshelden heranziehen. Der „Frieden“ will eine moralische und kluge Ausbildung im Bewusstsein der Vergangenheit sicherstellen. Das „Schicksal“ will für dauerhaften Erfolg im Krieg und im „Frieden“ sorgen. Astraea will ihm eine gerechte Urteilsfähigkeit beibringen, damit er wie Herakles das Böse überwinden, Aufgaben übernehmen und die Ordnung bewahren kann. Apollon schließlich will ihm den Wunsch einpflanzen, den Taten seiner Ahnen nachzufolgen, damit auch sie zum Thema der Dichtkunst werden. Jupiter entscheidet schließlich, das alle zusammenwirken müssten. Ihre gegensätzlichen Kräfte können so ausbalanciert werden. Die Erziehung des Prinzen würde allzu hart ausfallen, wenn ihn nur Mars unterrichtete. Der „Frieden“ könne dessen Grimmigkeit abmildern, und Astraea die Flüchtigkeit des „Schicksals“ eindämmen. Sie alle sollen daher gemeinsam in das gallische Reich ziehen. Auch der zweite Teil endet mit einem abschließenden Chor.

## Geschichte
Metastasio hatte zwischen 1720 und 1723 bereits vier Serenaten für Neapel geschrieben: Angelica, Endimione, Gli orti esperidi und La Galatea. In den folgenden Jahren wandte von diesem Genre ab, um Opernlibretti zu schreiben. In dieser Zeit entstanden unter anderem Didone abbandonata (Neapel 1724), Siroe (Venedig 1726) und Catone in Utica (Rom 1728). Erst 1729 kam es erneut zu einem Auftrag zu einem „componimento drammatico“: La contesa de’ numi. Dieses Werk wurde vom französischen Botschafter in Rom, Kardinal Melchior de Polignac, beauftragt, um die lang ersehnte Geburt des französischen Dauphins Louis Ferdinand, dem Sohn von Ludwig XV. und dessen Gattin Maria Leszczyńska zu feiern. Polignac wurde Mitte September 1729 über die Geburt benachrichtigt und erhielt Anweisungen für die gewünschten Feierlichkeiten. Diese wurden jedoch auf Ende November verlegt, um die Rückkehr der Kardinäle, der Prälaten und des Adels von ihren Landgütern abzuwarten. Ein weiterer Grund für die Verzögerung dürfte das verfügbare Opernpersonal gewesen sein, das nahezu identisch mit dem des Teatro delle Dame der Karnevalsaison 1730 war. Der beauftragte Komponist Leonardo Vinci war einer der beiden Impresarios des Theaters und hatte auch die beiden Karnevalsopern dieser Saison komponiert. Die Produktion entstand daher vermutlich in Zusammenarbeit mit dem Theater.

### Die Vertonung von Leonardo Vinci

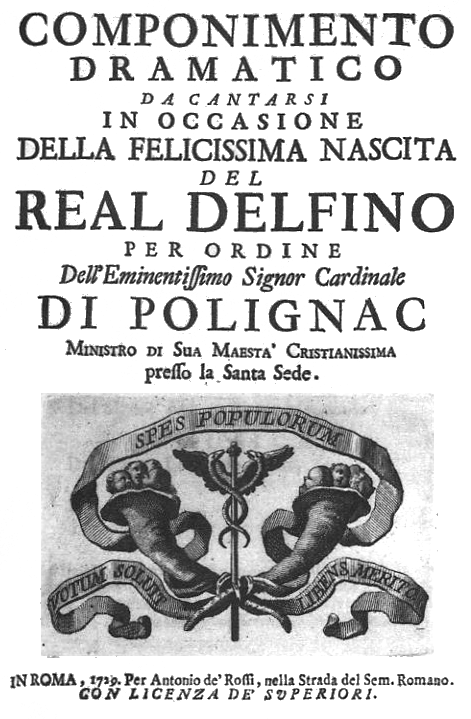
Titelblatt des Librettos, Musik von Leonardo Vinci, Rom 1729

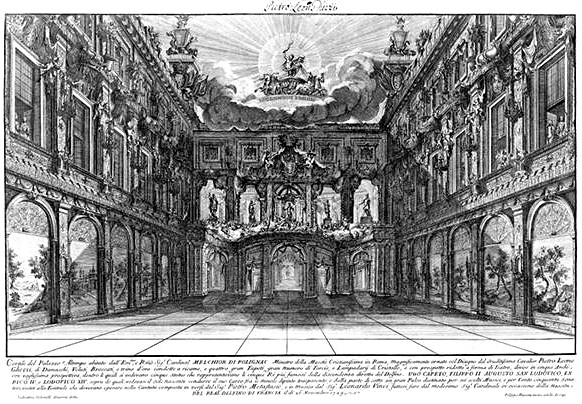
Bühnenbild im Hof des Palazzo Altemps, Filippo Vasconi nach Salvatore Colonelli Sciarra, Rom 1729

Die Feierlichkeiten zur Geburt des Dauphins umfassten verschiedene Lichterspiele, eine feierliche Messe mit Te Deum in der Kirche San Luigi dei Francesi, Pferderennen und ein Feuerwerk auf der Piazza Navona. Vincis Serenata wurde insgesamt dreimal im Hof des Palazzo Altemps nördlich der Piazza Navona gespielt. Nach einer Kostümprobe am 18. November musste die ursprünglich für den 21. November geplante Freiluftaufführung aufgrund starken Regens verschoben werden. Die Aufführungen fanden schließlich am 25. und 26. November statt. Die Sänger waren Giovanni Carestini, der als „Farfallino“ bekannte Giacinto Fontana, Raffaele Signorini, Domenico Ricci, Giuseppe Appiani und Francesco Tolve. Berichte finden sich in Francesco Valerios Diario di Roma (Einträge zwischen dem 18. und dem 30. November 1729), im Diario Ordinario del Chracas (Nr. 1920 vom 26. November und Nr. 1924 vom 3. Dezember 1729) und im Mercure de France. Letzterer berichtete im Dezember 1729 im Artikel mit der Überschrift Rejouissances faites à Rome, par le Cardinal de Polignac (S. 3125–43) ausführlich darüber. Auch das Bühnenbild wurde eingehend beschrieben. Dieses stammte von Pier Leone Ghezzi, einem Günstling Polignacs. Es ist in einem Stich von Filippo Vasconi nach einer Vorlage von Salvatore Colonelli Sciarra dargestellt. Eine Vorstellung von der Pracht der Aufführung gibt ein Gemälde von Giovanni Paolo Pannini, das 18 Jahre später anlässlich der Hochzeit des Dauphins mit Maria Josepha von Sachsen entstand und eine dabei aufgeführte Serenata von Francesco Scarselli und Niccolò Jommelli darstellt. Das Bild trägt den Titel Fête musicale donnée sur les ordres du cardinal de La Rochefoucauld au théâtre Argentina de Rome le 15 Juilliet 1747 à l’occasion du second mariage de Louis, Dauphin de France et fils de Louis XV, avec Marie-Josèphe de Saxe. Aufgrund einer falschen Datierung und der großen Ähnlichkeiten mit der Beschreibung im Mercure wurde es lange Zeit für ein Bild der Aufführung von Vincis Serenata von 1729 gehalten und mit dem Titel Concert, donné à Rome le 26 novembre 1729, à l’occasion de la naissance du Dauphin, fils de Louis XV versehen. Die Unterschiede zwischen den beiden Aufführungen bestanden im Wesentlichen darin, dass die spätere in einem Theater und nicht im Freien stattfand, dass es nur vier statt sechs Götterrollen gab und dass die Kleidung der Besucher dem späteren Zeitgeschmack entsprach. Die großen Ähnlichkeiten in der Ausstattung und im Bühnenbild lassen vermuten, dass die Dekorationen und Kostüme von 1729 hier erneut zum Einsatz kamen. Pannini hatte höchstwahrscheinlich bereits die Aufführung von 1729 besucht, da auch er damals ein Günstling Kardinal Polignacs war.
Vinci setzt hier im Vergleich zu den meisten seiner anderen Werke eine größere Orchesterbesetzung ein. Mehr als die Hälfte der Sätze verwenden Blasinstrumente, und in drei Arien, der einleitenden Sinfonia und dem Schlusschor wird das volle Orchester mit Oboen, Trompeten und Hörnern eingesetzt. Ein Grund dafür dürfte die Aufführung im Freien gewesen sein. Abgesehen von Artaserse sind von der Partitur mehr Manuskripte erhalten als von jedem anderen Werk Vincis.

### Die Vertonung von Christoph Willibald Gluck

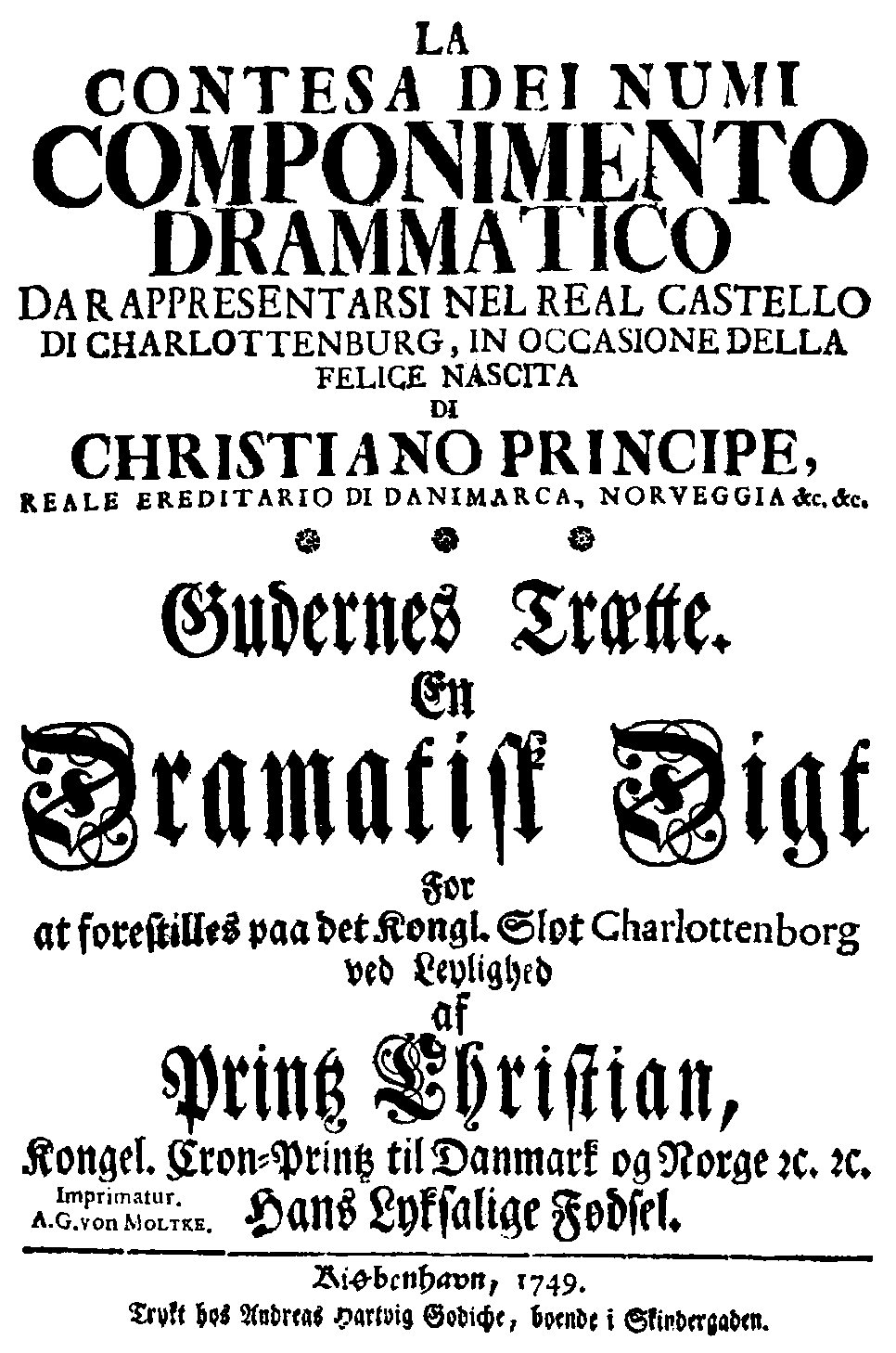
Titelblatt des Librettos, Musik von Christoph Willibald Gluck, Kopenhagen 1749

Im Jahr 1748 befand sich Gluck als Mitglied der wandernden Operntruppe von Pietro Mingotti auf einer Reise durch Europa. Ende November erreichten sie auf Einladung des dänischen Hofes Kopenhagen, wo Gluck als Kapellmeister und konzertierender Künstler wirkte. Hier komponierte er anlässlich der Geburt des späteren dänischen Königs Christians VII. seine festa teatrale La contesa de’ numi (Wq. 14) auf den Text Metastasios, der hierfür vom Dichter Thomas Clitau geringfügig angepasst wurde, um die „Gallier“-Bezüge durch Verweise auf Dänemark und das Haus Oldenburg zu ersetzen. Die Proben begannen im Februar 1749, und das Werk wurde am 9. April im Schloss Charlottenborg beim ersten öffentlichen Erscheinen der Königin nach der Geburt aufgeführt. Jupiter und Mars wurden hier von Tenören gesungen, Apollon von einem männlichen und die anderen drei Rollen von weiblichen Sopranen.
Jeder der beiden Teile beginnt mit einer einsätzigen Ouvertüre, die in einem vom Orchester begleitetes Rezitativ ausläuft. Anschließend hat jede Gottheit eine Soloarie, und der Teil endet mit einem Ensemble-Chor. Max Arend beschrieb die Musik in seiner Gluck-Biografie von 1921 folgendermaßen:

„Die Tonsprache ist ganz Gluck: im Rezitativ kraftvoll, stets bedeutsam und charakteristisch aus dem Wort herausgewachsen, in den Arien mit einer gleichfalls aus dem Worttext gewonnenen Thematik und tiefempfundener Charakteristik, die so unauffällig und selbstverständlich hingeworfen ist, daß man eher Gefahr läuft, sie zu übersehen, als sie als absichtlich zu empfinden. Asträa, die Göttin der Gerechtigkeit, hat im ersten Teil eine wundersame Arie in A-dur mit gedämpften Geigen, die sich bald ins ausdrucksvolle Moll wendet; sie fleht wie in einem Gebet ‚mit bescheidenem Gesicht den Göttervater an, dem Kinde Nährerin sein zu dürfen, sie, die es dem königlichen Vater war’. Von starker Wirkung ist, wie am Ende des ersten Teils die Geigen die Dämpfer abheben und forte ins warme Dur fallen. Ein entzückendes Bild gibt die Göttin des Friedens, die von sich sagen darf, daß unter ihrem Schutz ohne Sorge die liebende Schäferin ihrer irrenden Herde folgt. Bei den weichen gebundenen Achteln, mit reizvollen Imitationen (Violoncell ohne Baß) sieht man die Herde unwillkürlich vor sich. Die Glücksgöttin Fortuna bringt im ersten Teil mit dem neuen Text ‚Perche viva felice’, was man bisher nicht wissen konnte, die schelmische, von mir wieder aufgefundene und bei der Besprechung der Sophonisbe erwähnte Arie ‚Tomate, sereni’, jedoch trochäisch, nicht jambisch. Der Mittelteil ist weiter ausgearbeitet, anläßlich des bedeutsamen Textes (‚Nicht begleitet vom Glück sieht sich die Tugend ohne Lohn’). Interessant ist vor allem die Uminstrumentierung: in der Sophonisbe ist die Arie für Streichorchester mit solistischen Bläsern instrumentiert, für deren Farbe sie offenbar konzipiert ist. Hier finden wir, wie in der ganzen ‚Contesa’, nur Streicher. Im zweiten Teil fällt dies bei der ersten Arie des Mars auf, deren Thema, im voraufgehenden Rezitativ bereits viermal gebracht (!), ein eigentliches Trompetenthema ist. In diesem Rezitativ schreit der Text geradezu nach Bläsern, und Gluck imitiert durch Sforzati und Tremolo der Primgeigen, Unisonoschläge der übrigen Streicher, kriegerische Instrumente. Das bringt uns darauf, daß er wohl nicht freiwillig auf Bläser verzichtet, sondern keine zur Verfügung hatte. Und dieser Umstand wirft plötzlich ein Schlaglicht auf die Tatsache, daß Gluck, den wir als den Schöpfer eines Werkes, wie es die Semiramis ist, soeben kennengelernt haben, sich in der dänischen Hauptstadt damit begnügt, diese Serenade zu schreiben und auch keines seiner älteren Werke zur Aufführung zu bringen. Gluck war künstlerischer Realpolitiker, wenn dieser Ausdruck erlaubt ist. Er paßte sich den technischen Gelegenheiten wie ein echter Künstler mit einem Stilgefühl, wie es die Kunstgeschichte selten zeigt, an. In der Tat sagen uns die dänischen Archive, daß die Hofvioloner, die Gluck zur Verfügung standen, eine Orchestertruppe von zehn Spielern waren, und daß für die Aufführungen der Mingotti-Truppe noch acht Spieler zur Verstärkung zugezogen wurden. Das gab freilich nur ein anständiges Streichorchester.“

## Aufnahmen und Aufführungen in neuerer Zeit
- Christoph Willibald Gluck:
  - 1998: Szenische Aufführung der Royal Danish Opera. Die Sänger waren Jonny Van Hall (Giove), Niels Jørgen Riis (Marte), Hanne Fischer (Apollo), Karti Hamnøy (Astrea), Djina Mai-Mai (La Pace) und Henriette Bonde-Hansen (La Fortuna).[11]
- Leonardo Vinci:
  - 1999: Aufführung am Palazzo Altemps mit dem Concerto Italiano unter der Leitung von Rinaldo Alessandrini.[4]